# Homme de Loizu
L'Homme de Loizu (en espagnol : El hombre de Loizu) est le nom donné à un squelette fossile d'Homme moderne trouvé en 2017 en Navarre, dans le Nord de l'Espagne. Bien que daté de seulement 9700 av. J.-C., il s'agit du fossile humain le plus ancien connu en Navarre à ce jour.

## Historique
Le squelette a été trouvé fortuitement le 20 novembre 2017 dans la grotte d'Errotalde I, située près du village d'Aintzioa, dans la commune d'Erro, en Navarre, par des spéléologues explorant la grotte. Il gisait à environ 200 m de l'entrée de la grotte, dans une zone difficile d'accès. Il a été révélé à la presse ibérique en mars 2021, après son étude détaillée par une équipe pluridisciplinaire.

## Datation
Le squelette a été daté de 9700 av. J.-C. par l'analyse de l'une de ses dents,. Cette datation correspond à la limite entre Pléistocène supérieur et Holocène, à la fin de la dernière période glaciaire. Il s'agit donc d'un chasseur-cueilleur des Pyrénées.

## Description
Le corps avait été déposé sur le dos, allongé, les bras posés sur l'abdomen. Le corps avait été enveloppé dans un linceul ou un suaire et recouvert de sédiments rougeâtres, de type ocre,.
Le squelette, quasi complet, est celui d'un jeune homme âgé de 17 à 21 ans à son décès,. Le crâne montre un orifice probablement dû à un impact.

## Analyse
Il s'agit de l'une des rares découvertes de squelettes humains fossiles de cette époque charnière en Europe, de surcroit très bien conservée.